# 松尾峡
松尾峡（まつおきょう）は、長野県上伊那郡辰野町の地名。

## 位置
- JR辰野駅の北方約1kmにある天竜川沿い（特に西岸）地域のことを言う。

## 歴史
- 明治時代よりゲンジボタルの発生地として知られ，1926年（大正15年）にホタル発生地として長野県天然記念物に指定され、1960年に再指定された。毎年多くのホタル見物客で賑わう地域でもある。

## ホタル発生の現状
町の発表では、6月から7月にかけて、ピーク時には1日当たり、1万匹を超えるゲンジボタルが発生している。

## ホタル飼育の問題点
1960年代に，主として観光目的で生息するゲンジボタルを補うために，膨大な数のゲンジボタルが他県業者などからの購入や譲渡によって繰り返し放流された。この事実は意外と知られていない。最近の研究によって，松尾峡のゲンジボタルは，すっかり移入種由来の遺伝子を持つゲンジボタルに入れ替わってしまい，ここに元々いた在来種由来の遺伝子を持つゲンジボタルとは系統も発光周期も異なることもわかってきた。
このように、人為的移入種が在来種を駆逐し，生物多様性が損なわれてしまった典型的な地域となっている。
辰野において、移入種由来のホタルが本来地域集団が有していた特性を撹乱している、との指摘が長野県生物多様性概況報告書にも記述された。

## 天然記念物指定地としての松尾峡
松尾峡のゲンジボタルは、ホタル自体が天然記念物とか，保護した在来種由来のホタルが増えてきたとか誤解されることがある。しかしながら，上述のように，生息地（環境）が天然記念物なのであり，他県からの移入種由来のホタルによって個体数が増えたのである。生息地指定の天然記念物であるため，過去における他県からのゲンジボタルの移入放流事業も問題とはならなかった。しかしその結果，天然記念物指定地でありながら，在来種由来の遺伝子を持つホタルではなく、移入種由来の遺伝子を持つホタルが生息している。

## 辰野町ホタル保護条例によるホタル保護
松尾峡を含め、辰野町全域のホタル生息地が、町が定めた条例である辰野町ホタル保護条例によって保護されている。
もともとこのホタル保護条例は、その前文に書かれたとおり、辰野町環境基本条例（平成10年3月24日条例第1号）の理念を基にして成立したものである。そして、この辰野町環境基本条例には、生物多様性の確保や野生生物の種の保存（第7条（2））が明記されている。

## 当地におけるホタル保護に関する研究の現状
上述の通り、生物多様性の観点からホタルの保護には注意が必要だが、当地に関してはそのための研究があまりなされていない。このことは、本記事のホタル研究に関する参考文献が、ほとんど同一人物の著作物によって構成されていることからも見て取れる。商業の観点からはこの手の研究はなされないことが多いので、公的機関の研究の手が入らなければ、更なる研究は、遅々として進んでいかないことが予想される。